# My Own Summer (Shove It)
My Own Summer (Shove It) è un singolo del gruppo musicale statunitense Deftones, pubblicato il 26 gennaio 1998 come primo estratto dal secondo album in studio Around the Fur.
Il brano fa parte anche della colonna sonora del film Matrix ed è stato per un po' di tempo la sigla del reality The Osbournes.

## Video musicale
Il video mostra una gabbia che viene gettata in mare, mentre il gruppo esegue il brano galleggiando in acqua a bordo di svariati mezzi di trasporto, tra cui dei blocchi di ghiaccio e delle zattere. Contemporaneamente viene mostrato uno squalo mentre si muove in acqua, cercando di inghiottire il contenuto della gabbia che vi è stata gettata.
Alla fine del video il cantante Chino Moreno cade in acqua.

## Cover
Il brano è stato anche oggetto di varie reinterpretazioni: i Linkin Park hanno eseguito il brano durante l'intero svolgimento del Projekt Revolution 2002. Il brano è stato reinterpretato anche dagli Atreyu: la loro versione è inserita nell'EP Covers of the Damned EP. Altre versioni del brano sono suonate una dal gruppo musicale post-hardcore dei Fightstar, un'altra dai F3tch. Il gruppo industrial metal Nine Inch Nails ha inoltre realizzato un remix del brano.

## Tracce
CD singolo – parte 1 (Regno Unito)
1. My Own Summer (Shove It) – 3:35
2. Lotion (Live) – 3:54
3. Fireal - Swords (Live) – 6:23
4. Bored (Live) – 5:16

CD singolo (Europa, Regno Unito – parte 2)
1. My Own Summer (Shove It) – 3:35
2. Root (Live) – 4:35
3. Nosebleed (Live) – 4:22
4. Lifter (Live) – 4:49

7" (Regno Unito)
- Lato A

1. My Own Summer (Shove It) – 3:35

- Lato B

1. Root (Live) – 4:35

MC
1. My Own Summer (Shove It) – 3:35
2. Can't Even Breathe – 3:41

## Formazione
Hanno partecipato alle registrazioni, secondo le note di copertina di Around the Fur:
Gruppo
- Abe – batteria
- Chi – basso
- Chino – voce
- Stef – chitarra

Altri musicisti
- Frank Delgado – effetti sonori

Produzione
- Terry Date – produzione, missaggio, registrazione
- Deftones – produzione
- Ulrich Wild – missaggio, registrazione, montaggio digitale
- Matt Bayles – assistenza alla registrazione
- Steve Durkee – assistenza al missaggio
- Ted Jensen – mastering